# Mahurangi West
Mahurangi West est un village rural situé dans la région de Auckland dans l’Île du Nord de la Nouvelle-Zélande.

## Situation
La ville de Puhoi est à l’ouest, mouillage de Mahurangi (en) est situé vers l’est , et la partie ouest du Mahurangi Regional Park (en) est situé au sud-est .

## Éducation
L’école de Mahurangi Heads West fonctionna de 1886 à 1946.
C’était une école à mi-temps pour la partie initiale de cette période, partageant son enseignant avec une autre école voisine.
Le bâtiment de l’école constitue maintenant le Hall de Mahurangi West.

## Installations
Albert Dennis Reserve est un parc situé dans Mahurangi West, qui fut établi à la suite d'un legs de terres selon sa volonté de la part d’Emilie Alexis Dennis.

## Démographie
Statistics New Zealand décrit Mahurangi West comme un village rural, qui couvre une surface de  0,37 km2 et qui a une population estimée à 140 habitants en juin 2024 avec une densité de population de 378 personnes par km2.
Mahurangi West est une partie du secteur plus large de  la localité de zone statistique de la vallée de Puhoi.
Avant le recensement de 2023, le village avait des limites plus petites, couvrant seulement 0,27 km2.
En utilisant ces limites: Mahurangi West avait une population de 87 habitants lors du recensement néo-zélandais de 2018, en augmentation de 15 personnes (20,8 %) depuis le recensement néo-zélandais de 2013, et en augmentation de 12 personnes (16,0 %) depuis le recensement de 2006 en Nouvelle-Zélande.
Il y avait: 39 logements, comprenant 42 hommes et 45 femmes, donnant un sexe-ratio de 0,93 homme pour une femme.
L’âge médian était de 57,7 ans (comparé avec les 37,4 ans au niveau national), avec 12 personnes (13,8 %) âgées de moins de 15 ans, 9 personnes (10,3 %) âgées de 15 à 29 ans, 36 personnes (41,4 %) âgées de 30 à 64 ans, et 30 personnes (34,5 %) âgées de 65 ou plus.s
L’ethnicité était pour 96,6 % européens/Pākehās, et 10,3 % de Māoris.
Les personnes peuvent s’identifier avec plus d’une ethnicité en fonction de leur parenté.
Bien que certaines personnes choisissent de ne pas répondre à la question du recensement concernant leur affiliation religieuse, 58,6 % n’ont aucune religion, 34,5 % sont chrétiens et 3,4 % sont bouddhistes.
Parmi ceux d’au moins 15 ans d’âge, 27 personnes (36,0%) avaient une licence ou un degré universitaire supérieur et 9 personnes (12,0 %) n’avaient aucune qualification formelle.
Le revenu médian était de 25,500 $, comparé avec les 31,800 $ au niveau national. 21 personnes (28,0 %) gagnaient plus de 70,000 $ comparé avec les 17,2 % au niveau national.
Le statut d’emploi de ceux de plus de 15 ans était pour 21 personnes (28 %) un emploi à plein temps, pour 15 personnes (20 %) un temps partiel et 3 personnes (4 %) étaient sans emploi.